# Lutjanus jordani
Lutjanus jordani es una especie de peces de la familia Lutjanidae en el orden de los Perciformes.

## Morfología
• Los machos pueden llegar alcanzar los 60 cm de longitud total.

## Alimentación
Come invertebrados y peces.

## Hábitat
Es un pez de mar de clima tropical y asociado a los  arrecifes de coral que vive hasta 50 m de profundidad.

## Distribución geográfica
Se encuentra desde el sur de México hasta el Perú, incluyendo las Islas Galápagos.